# Pseudochromis rutilus
Pseudochromis rutilus is een straalvinnige vissensoort uit de familie van de dwergzeebaarzen (Pseudochromidae). De wetenschappelijke naam van de soort is voor het eerst geldig gepubliceerd in 2012 door Gill, Allen & Erdmann.